# Espadaña
Espadaña település Spanyolországban, Salamanca tartományban. Espadaña Puertas, Tremedal de Tormes, Villar de Peralonso, Cipérez, Peralejos de Arriba és Villarmuerto községekkel határos. Lakosainak száma 34 fő (2024).

## Népesség
A település népessége az elmúlt években az alábbi módon változott:
| Lakosok száma | 45   | 47   | 45   | 41   | 42   | 34   | 36   | 31   | 33   | 34   |
|               | 2001 | 2004 | 2007 | 2009 | 2012 | 2014 | 2017 | 2019 | 2022 | 2024 |